# Armazi

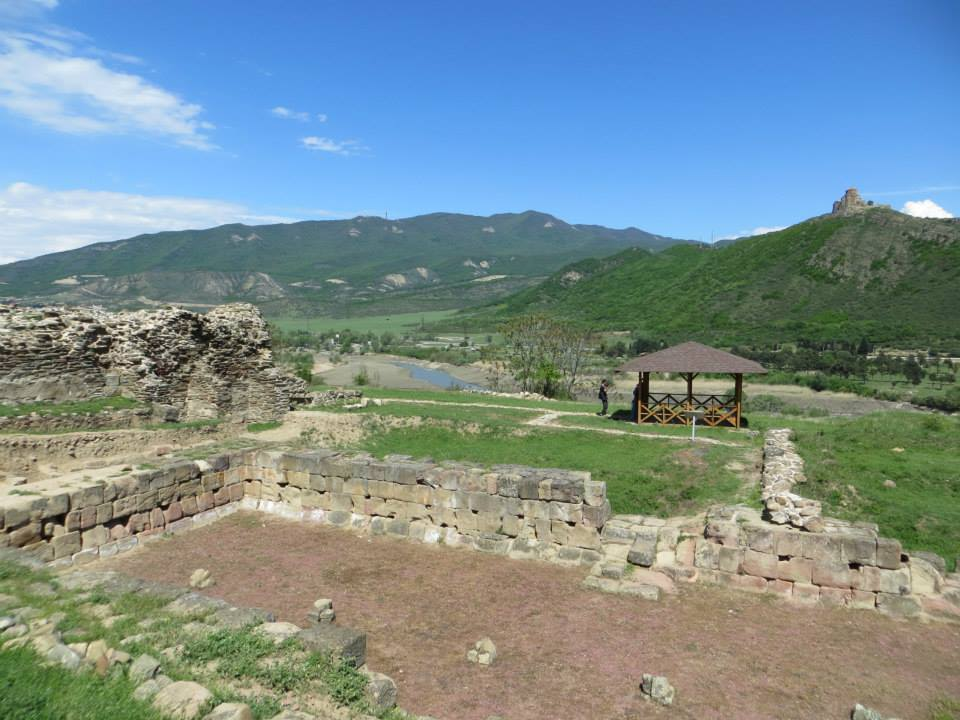
Ruinen einer sechssäuligen Halle im Armazi-Palast am Berg Bagineti (1. Jahrhundert v. Chr.).

Armazi (georgisch არმაზი Armasi) ist eine archäologische Stätte in Georgien, 4 km südwestlich von Mzcheta und 22 km nordwestlich von Tiflis. Der Ort war Teil des historischen Groß-Mzcheta. An dem Ort stand eine antike Stadt mit dem Namen Armazi, die ursprünglich sogar die Hauptstadt des frühen georgischen Königreichs Kartli beziehungsweise Iberien war. Die Stadt blühte in den ersten Jahrhunderten unserer Zeitrechnung und wurde in der Arabischen Invasion in den 730ern zerstört.

## Archäologie
Kleinere Ausgrabungen auf dem Gebiet in den 1890ern deckten den Sockel von Ziegel-Stadtmauern mit Steinstufen auf und brachten eine zwei-räumige Struktur zu Tage, wo Fragmente eines weiblichen Torso aus dem 1. Jahrhundert n. Chr. gefunden wurden. Von 1943 bis 1948 wurden großräumige Ausgrabungen vorgenommen unter der Leitung von Andria Apakidse von der Georgischen Nationalen Akademie der Wissenschaften. Die Arbeiten wurden 1985 wieder aufgenommen und dauern an. Dabei konnte gezeigt werden, dass die Ziegelmauern und Türme, welche in der ersten Hälfte des ersten Jahrhundert unserer Zeitrechnung auf einem Fundament aus behauenen Steinen errichtet wurden, den Gipfel des Hügels umschlossen und teilweise an den Hängen bis zum Fluss hinabreichten auf einem Gebiet von 30 ha. Das Land innerhalb der Mauern war terrassiert und verschiedene Gebäude standen auf den Terrassen.
Drei Haupt-Besiedlungsschichten wurden identifiziert: die frühesten gehen zurück auf das 4.–3. Jahrhundert v. Chr. (Armazi I), die mittlere erstreckte sich über das 3. bis zum 1. Jahrhundert v. Chr. (Armazi II), und die relativ neueren Bauwerke entstanden im 1.–6. Jahrhundert n. Chr. (Armazi III).
- Armazi I wurde auf massiven Steinfundamenten errichtet, jedoch mit weniger beständigen Lehmziegeln aufgemauert. Aus dieser Zeit stammt auch eine große Halle mit sechs Säulen und einem Ziegeldach.
- Armazi II verfügte über einen Tempel mit Apsis.
- Armazi III ist die reichhaltigste Schicht mit elegant behauenen Steinblöcken, die mit Kalkmörtel und Metallklammern zusammengehalten werden. Zu den erhaltenen Gebäuden zählen der königliche Palast, verschiedene reich dekorierte Gräber, ein Badehaus und ein kleines steinernes Mausoleum.[1]

Das Areal ist mittlerweile ein staatlich geschütztes Feldmuseum, verwaltet im Zusammenhang mit dem Nationalen Archäologischen Museum-Reservat Groß-Mtskheta.

## Geschichte

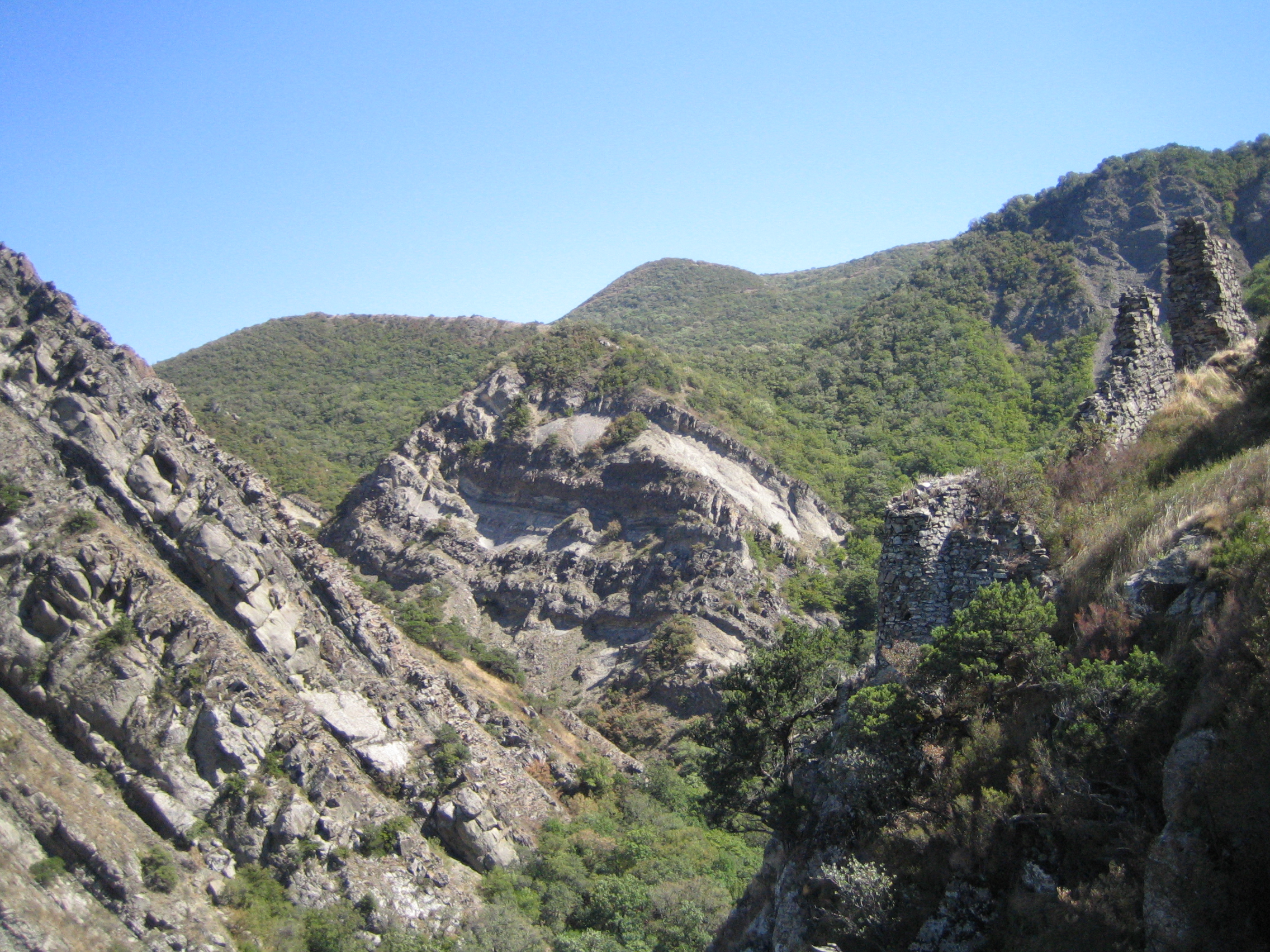
Ruinen der Zitadelle Armazi.

Archäologische Funde deuten darauf hin, dass das antike Armazi viel größer war, als heute noch erkennbar ist. Seine strategische Lage war bestimmt durch die Lage in der Nähe zum Darialpass, der Hauptverbindung über den Großen Kaukasus, durch den die Skythen nach Süden vordrangen. Zusammen mit Dzalisi war es einer der Hauptorte des antiken Iberien.
Der Name der Stadt und ihrer beeindruckenden Akropolis, Armas-Ziche („Zitadelle von Armazi“"; არმაზციხე, auch Armaz-Tsikhe umschrieben), wird gewöhnlich auf eine Ableitung vom Namen des Gottes Armazi, der Hauptgottheit des heidnischen Iberischen Pantheons, zurückgeführt. Der Name taucht erstmals in den frühen mittelalterlichen georgischen Annalen auf, auch wenn er eindeutig älter ist. In der Antike taucht der Name „Armastica“ oder „Harmozica“ auf, bei Strabon, Plinius, Claudius Ptolemäus und Cassius Dio. In einer Sammlung der mittelalterlichen georgischen Chroniken wird berichtet, dass „Armasziche“ im 3. Jahrhundert v. Chr. von König Parnawas I. an dem Platz, der seither als Kartli bekannt ist, angelegt wurde. Diese Festung stand am heutigen Berg Bagineti, auf dem rechten Ufer des Mtkvari (Kura), am Zusammenfluss mit dem Fluss Aragwi. Die andere Zitadelle, Zizamuri (წიწამური, Sevsamora), stand genau gegenüber, auf dem linken Ufer des Aragwi und kontrollierte die Straße zum Kasbek.

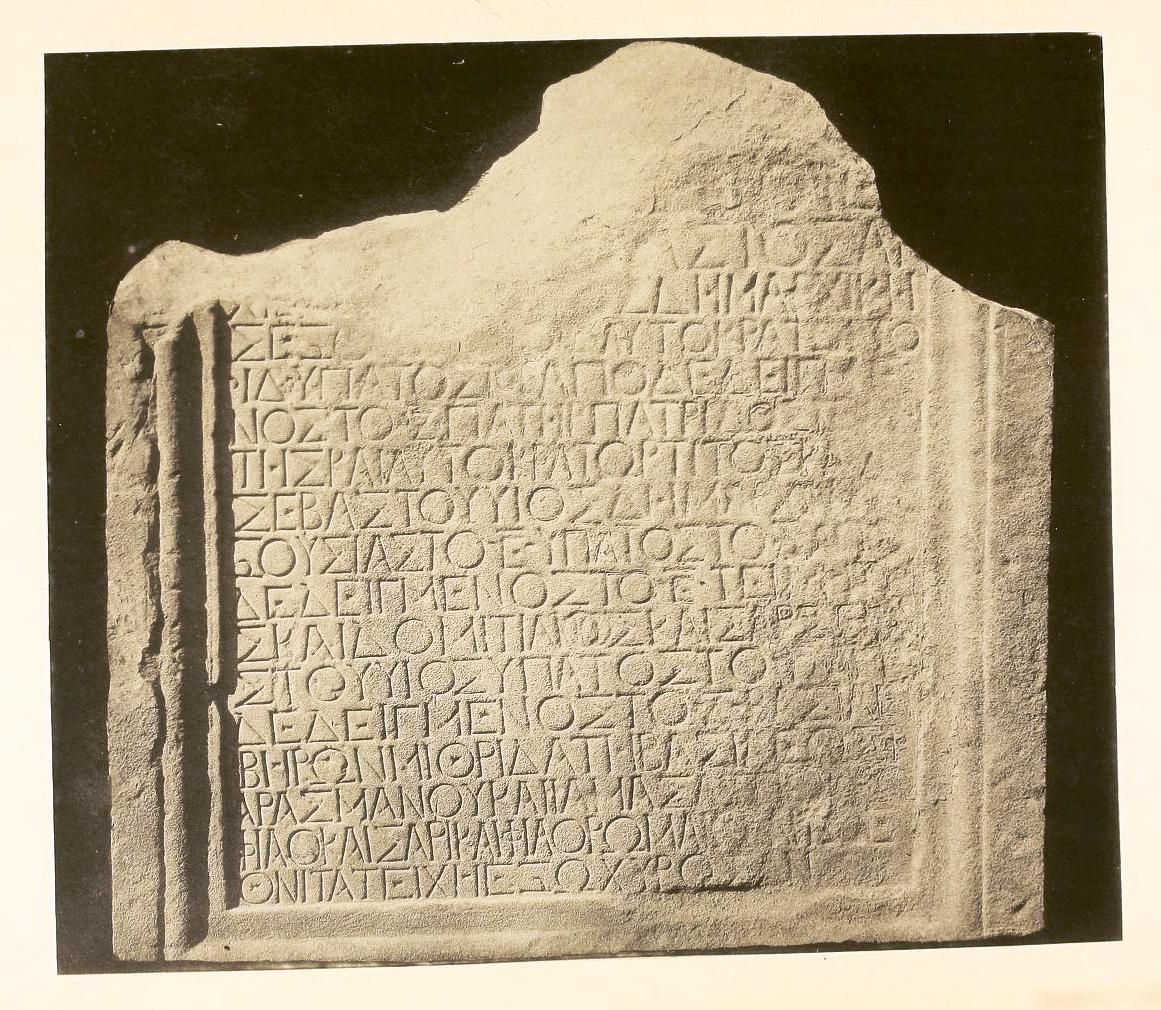
Vespasian-Inschrift von Armasi

Auch nach dem Aufstieg von Mtskheta als Hauptstadt von Iberien blieb Armazi die heilige Stadt des iberischen Götterkultes und ein Teil der Verteidigung von Mtskheta. Die Festung wurde vom römischen General Pompeius während seines Feldzuges 65 v. Chr. gegen den iberischen König Artag erobert. Eine Ruine einer Brücke am Mtkvari stammt aus dieser Zeit und ist noch immer als „Pompeii-Brücke“ bezeichnet. Armazis Hochzeit kam, als Iberien mit dem römischen Reich verbündet war. Die Vespasians-Stele von Armasi (ვესპასიანეს სტელა, Wespassianes Stela), die 1867 entdeckt wurde, berichtet, dass der römische Kaiser Vespasian Armazi für den iberischen König Mithridates I. 75 n. Chr. befestigen ließ. Die Verteidigungsmauer wurde an einer einzigartigen Position errichtet, um den Südausgang des Darialpasses zu blockieren, bevor er sich in die Ebene des heutigen Tiflis öffnete. Dies war wahrscheinlich eine Maßnahme zum Schutz gegen die Alanen, die häufig von jenseits des Kaukasus in das römische Gebiet einfielen.

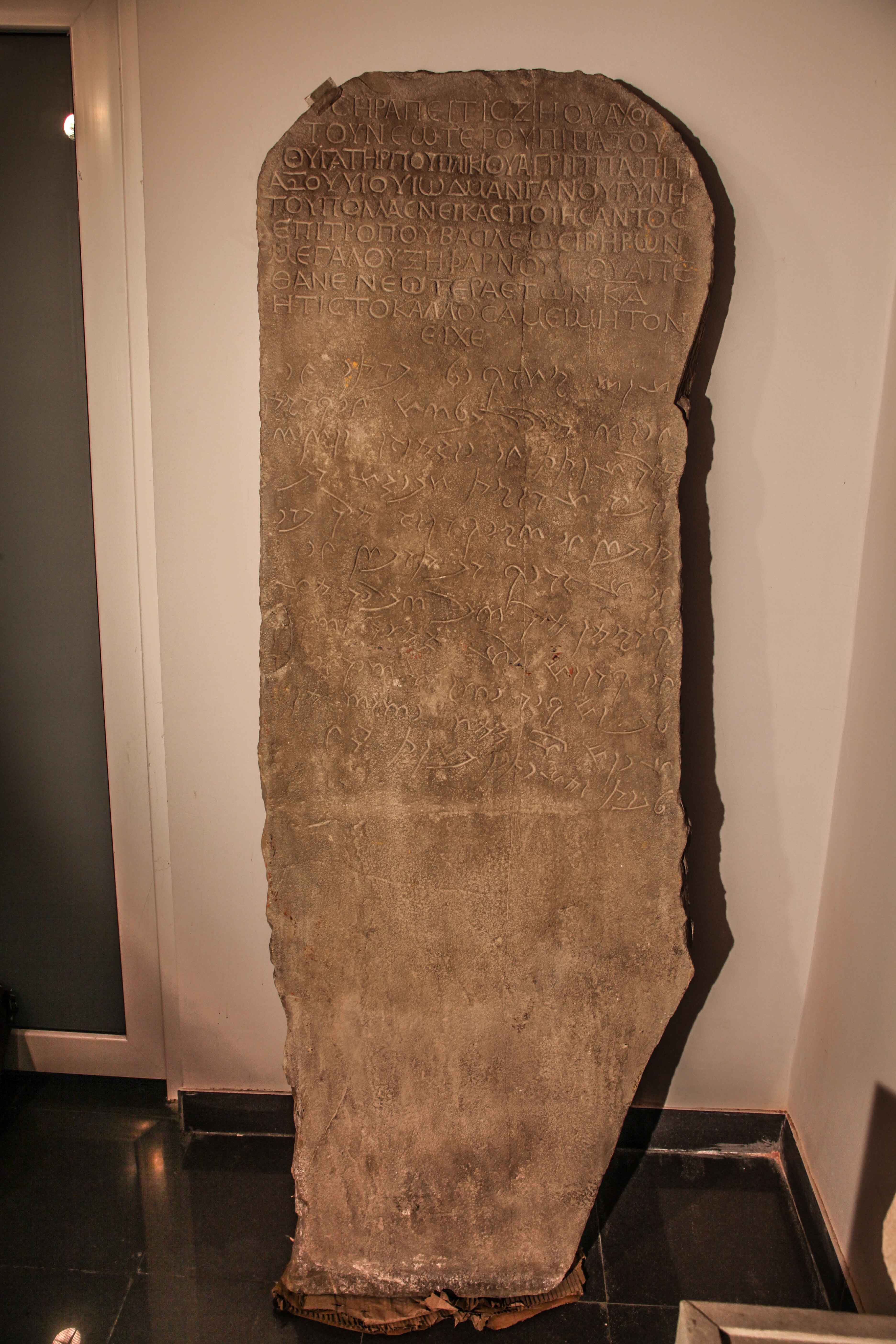
Grabstele der Serapit, die sogenannte Armasi-Bilingue.

In dieser Periode wurde Armazi von einem Fürsten regiert, der den erblichen Titel des pitiachsch (Gouverneur) trug, dessen Rang mit dem eines Vizekönigs oder Satrapen vergleichbar war. Er rangierte in der offiziellen iberischen Hierarchie direkt nach dem König. Ausgrabungen in der Nekropole dieser Dynastie brachten Gemmen mit Porträts von zwei der Vizekönige zu Tage: Asparuch (wahrscheinlich ein Zeitgenosse des römischen Kaisers Hadrian, 117–138 n. Chr.) und Sewach (um 150 n. Chr.), ein seltenes Beispiel authentischer, vorchristlicher georgischer Porträtkunst. Aramäische Inschriften von Armazi erwähnen auch den königlichen Architekten und den epitropos (Haushofmeister, Regent).
Armazi spielte eine zentrale Rolle in der kulturellen Entwicklung des antiken Georgien und in der lokalen Epigraphik, bereits vor der Erfindung des Georgischen Alphabets im 5. Jahrhundert. Neben einer ganzen Anzahl unentzifferbarer Inschriften aus Armazi ist die wichtigste die bilinguale griechisch-aramäische Grabinschrift, welche die jung verstorbene Serapit und ihre adlige Abstammung ehrt. Diese sogenannte Armasi-Bilingue enthält eine ungewöhnliche, in Duktus und Formensprache abweichende Version des aramäischen Alphabets, die als „Armasische Schrift“ bekannt geworden ist, jedoch auch in anderen Gegenden Georgiens vorkommt.
Mit der Verlegung der Hauptstadt nach Tiflis im späten 5. oder frühen 6. Jahrhundert verlor Armazi im Laufe der Zeit an Einfluss. Es behielt zwar noch seinen eigenen hochrangigen Kommandanten, eine Position, die 545 n. Chr. ein gewisser Wistam innehatte. Die Stadt wurde aber letztlich 736 von dem arabischen Kommandanten Marwan ibn Muhammad (dem späteren umayyadischen Kalifen) erobert und zerstört.
Die Stadt hat sich seitdem nie mehr erholt, nur ein georgisch-orthodoxes Kloster der Heiligen Nino bestand dort zwischen 1150 und 1178. Die Hallenkirche mit sechs Apsiden zusammen mit den zugehörigen Anbauten liegt heute größtenteils in Ruinen und nur einige Fragmente der Mauern aus dem 12. Jahrhundert haben überlebt.